# Baureihe 344
De Baureihe 344 en 347, tot 1970 bekend als Baureihe V 60, is een dieselhydraulische locomotief bestemd voor de middelzware rangeerdienst van Deutsche Reichsbahn (DR).
Behalve bij de Deutsche Reichsbahn werden deze locomotieven ook ingezet bij diverse industrie- en mijnspoorwegen. Ongeveer 25 procent van de locomotieven was voor de export naar de Comeconlanden bestemd. Zo hebben onder andere de spoorwegmaatschappijen van Egypte, Bulgarije, Tsjechoslowakijke en Algerije deze locomotieven gekregen.

## Geschiedenis

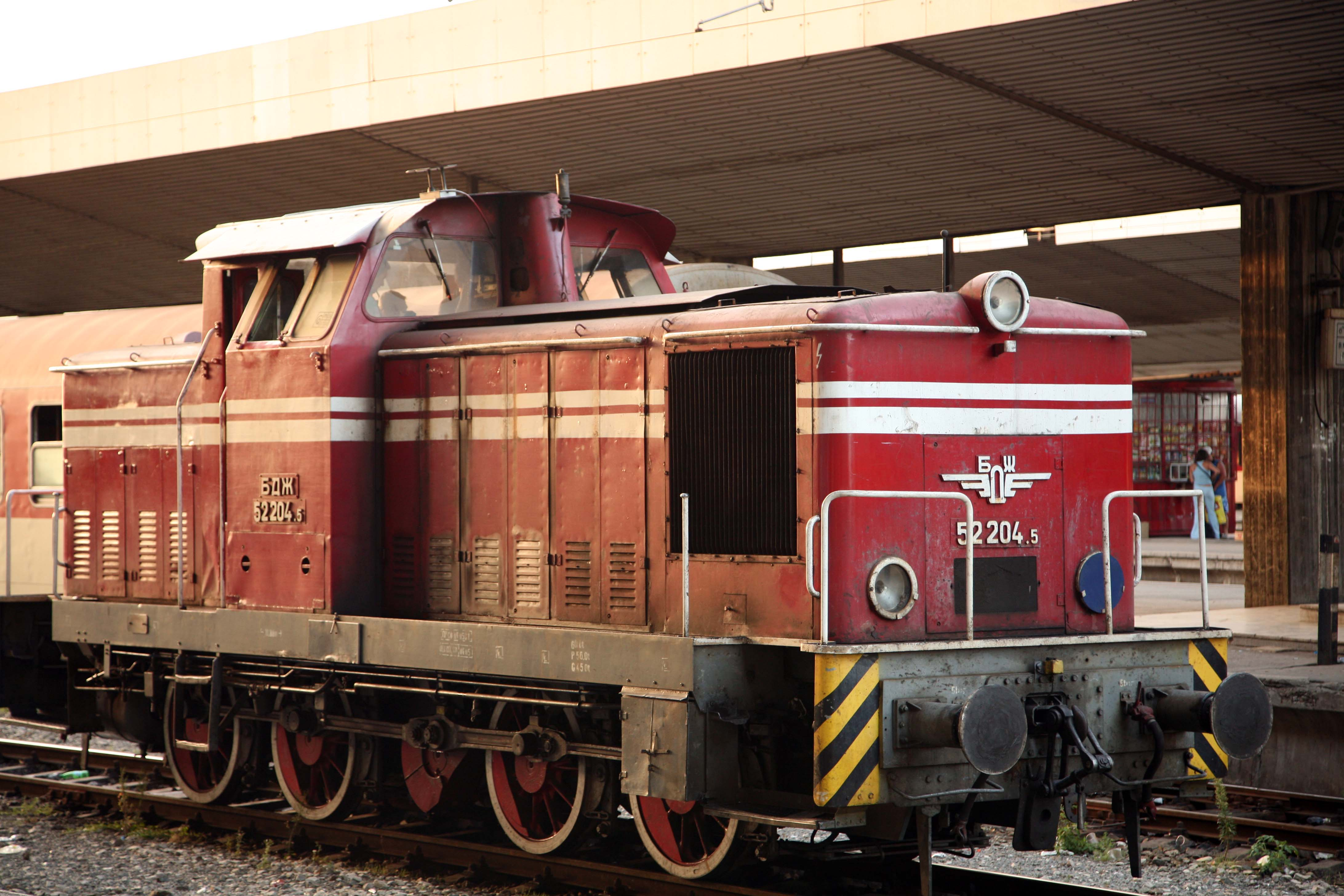
LEW V 60 D bij de Bulgaarse Spoorwegen

Vanaf 1955 ontwikkelde de Lokomotivbau Karl Marx Babelsberg in het kader van de bouw van nieuwe materialen, de Baureihe V 60 D voor de middelzware rangeerdienst. Deze locomotieven hebben bij de Deutsche Reichsbahn de aanduiding V 60 gekregen, na het omzetting van het nummersysteem (op 1 juli 1970) werd deze serie Baureihe 106 genoemd. Nadat de laatste locomotief van deze serie het nummer 106 999 kreeg toebedeeld, kregen de locomotieven die daarna gemaakt werden de naam Baureihe 105, omdat het nummer 107 reeds bezet was door de Baureihe 107. Tussen Baureihe 105 en 106 bestonden geen technische verschillen.
Tot deze serie behoren ook 81 locomotieven van de Baureihe 104 met gesmoorde en geoptimaliseerde motor en veertien breedspoor V 60 locomotieven voor de veerhaven van Sassnitz/Mukran.

## Baureihe 347

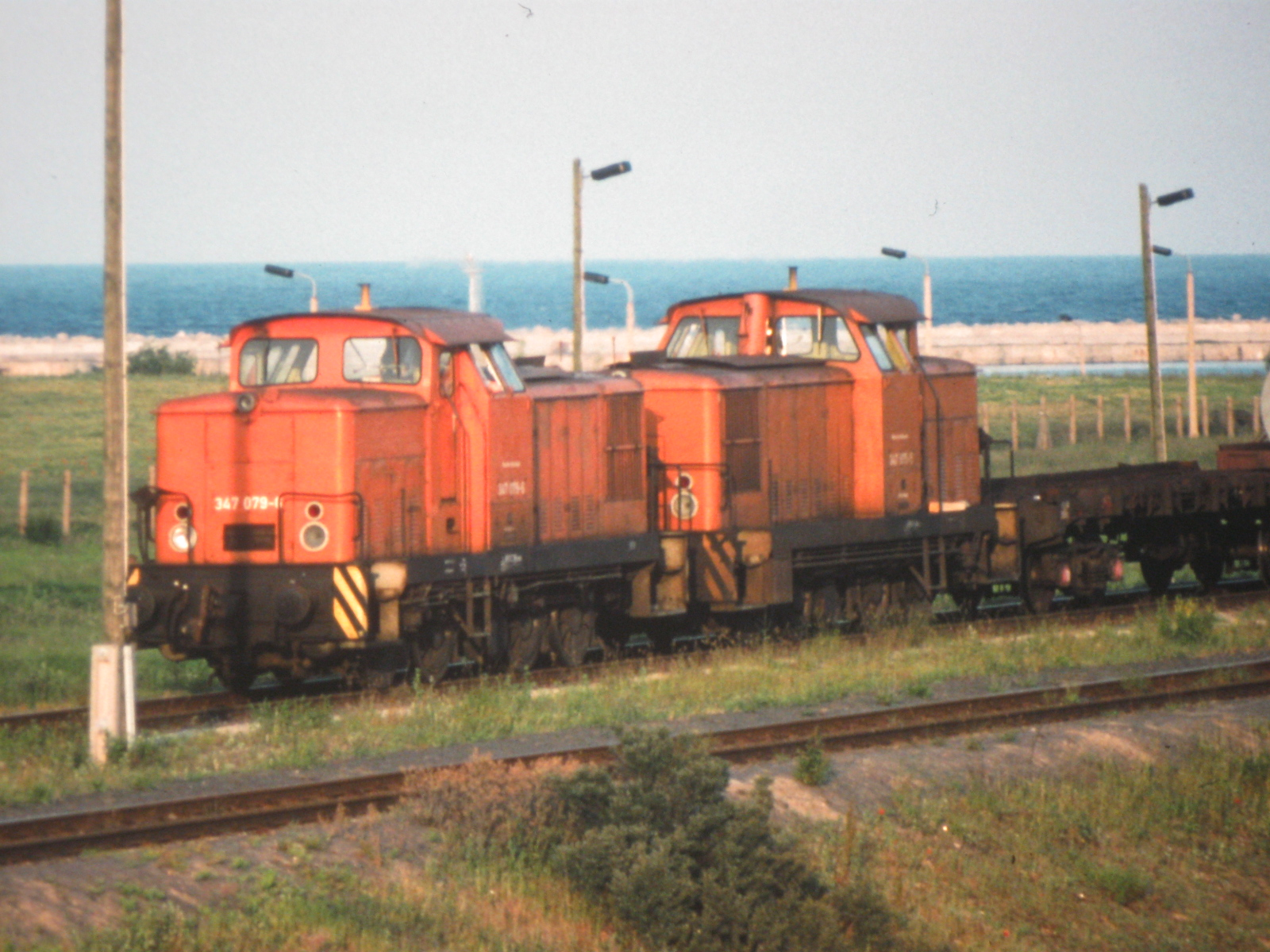
Breedspoorlok van de DB-Baureihe 347 in Mukran 1993

In 1986 werd als laatste groot verkeersproject van de DDR de nieuwe veerhaven Mukran bij Sassnitz in bedrijf genomen. De veerhaven diende in eerste instantie om een storingsvrije verbinding tussen de DDR en de voormalige Sovjet-Unie te bewerkstelligen. In 1989 voeren vijf treinverendiensten tussen Mukran en Klaipėda, Litouwen. Omdat de Oost-Europese spoorwegen een grotere spoorwijdte (1.520 mm) hebben, werden de spoorponten en het 340 ha grote havenstation naast de 48 km lange rangeersporen ook met 24 km lange breedspoorrails uitgerust.